# El Gran Terror (libro)
El Gran Terror, cuyo título completo es El Gran Terror: las purgas de Stalin de los años 30 (en inglés The great terror: Stalin's purge of the thirties) es un libro escrito por el historiador Robert Conquest, publicado originalmente en 1968. Hace referencia a un oscuro período de la historia soviética, particularmente entre 1936 y 1938, el cual es usualmente conocido como la «Gran Purga».
También se basó parcialmente en información y recuentos proporcionados por emigrados (émigrés) y exiliados rusos y ucranianos a partir de la década de 1930, así como en el análisis de documentos soviéticos oficiales, como el muy «sospechoso» censo soviético de 1937, el cual fue realizado en pleno auge del régimen estalinista.
Una versión revisada y corregida del libro, denominada El Gran Terror: una reevaluación (en inglés The Great Terror: A Reassessment) , fue publicada 22 años después, en 1990, luego de que Conquest —gracias a la política de glásnost implementada por el líder soviético Mijaíl Gorbachov— pudiese consultar archivos soviéticos previamente clasificados. Siendo uno de los primeros libros de un escritor occidental en tratar el tema de la Gran Purga en la Unión Soviética, se basó principalmente en información que había sido hecha pública, ya sea oficialmente o por parte de individuos particulares durante el período conocido como «deshielo de Jrushchov», que tuvo lugar entre 1956 y 1964.

## El trasfondo de Conquest
Robert Conquest se licenció de historiador en la prestigiosa Universidad de Oxford y se unió al por entonces relativamente joven Partido Comunista de Gran Bretaña en 1937. Durante la Segunda Guerra Mundial se alistó y trabajó para la inteligencia británica en Bulgaria y con posterioridad, ya habiéndose desilusionado con el comunismo y las perspectivas que este ofrecía, para un programa secreto contra la propaganda y desinformación soviéticas del Ministerio de Relaciones Exteriores británico, el famoso Foreign Office).

## Contexto histórico
La primera investigación crítica sobre la Gran Purga ya había sido realizada en 1937, durante el pleno desarrollo de esta, por la Comisión Dewey, la cual publicó sus hallazgos en forma de un libro de 422 páginas titulado Not guilty. El libro hacía referencia a la gente que había sido acusada de haber cometido varios delitos o crímenes por parte del régimen de Stalin y «purgadas» en consecuencia; por su parte, la citada comisión no encontró pruebas o evidencias suficientes para hallarlos culpables.
El aspecto más importante de El Gran Terror de Conquest fue que permitió ampliar el entendimiento de las purgas más allá del previo enfoque específico en las farsas o parodias judiciales de los infames y tristemente célebres juicios de Moscú, relacionados en parte con líderes comunistas caídos en desgracia, como Nikolái Bujarin y Grigori Zinóviev. La cuestión acerca de por qué estos líderes se habían declarado culpables y habían confesado varios delitos o crímenes se había convertido en un tema de discusión relativamente importante entre varios escritores occidentales, quienes ya habían leído libros como la distopía 1984 de George Orwell o Darkness at noon (Oscuridad a mediodía) de Arthur Koestler.
Conquest alega que los juicios y eventuales ejecuciones sumarias de estos antiguos dirigentes comunistas fueron un detalle «menor» de las purgas en sí, las cuales, junto a las hambrunas deliberadamente provocadas —como el caso de Holodomor en Ucrania—, habían llegado a causar unos 20 millones de muertos según sus estimaciones iniciales. No obstante, en el prefacio a la edición del 40.º aniversario de The Great Terror (2008), Conquest revisó a la baja su estimación anterior, situándola en el rango de los 13-15 millones.

## Controversias y hostilidades acerca del libro
El año de publicación inicial de El Gran Terror (1968), en medio de la guerra de Vietnam y del crecimiento de un sentimiento izquierdista en las universidades occidentales —no solo entre los estudiantes, sino entre algunos académicos como el lingüista Noam Chomsky— así como dentro de algunos círculos intelectuales, garantizaban que la obra no sería del todo bien recibida.
La hostilidad hacia la investigación histórica de Conquest fue resaltada básicamente por dos factores:
- El primero era que él se negaba a aceptar la versión de los hechos presentada por el propio líder soviético Nikita Jrushchov, a partir de la denuncia realizada por este a los excesos de su antecesor Iósif Stalin, desde el posteriormente célebre Discurso secreto del 25 de febrero de 1956. La evaluación de Jrushchov, apoyada por varios izquierdistas occidentales, de que Stalin y sus purgas eran una «aberración» de los ideales de la revolución y que eran contrarias a los principios del leninismo. Por su lado, Conquest argumentaba que el estalinismo era un a «consecuencia natural» del sistema político totalitario establecido por Lenin, aunque no obstante reconocía que los rasgos característicos de la propia personalidad de Stalin había en gran parte contribuido causado los «horrores» particulares que tuvieron lugar en la Unión Soviética a mediados y a fines de la década de 1930, durante el período de la Gran Purga. Al respecto, Neal Ascherson notó: «Todo el mundo para ese entonces podía estar de acuerdo en que Stalin era un hombre muy malvado, pero nosotros todavía queríamos creer en Lenin; y Conquest dijo que Lenin era tan malo y que Stalin simplemente había realizado el programa de Lenin.»[3]

- El segundo factor era la aguda crítica de Conquest hacia los intelectuales occidentales, hacia lo que él veía como «ceguera» (ideológica) de ellos hacia la realidad de la Unión Soviética, tanto durante la década de 1930 como incluso en el decenio de 1960. Figuras relevantes de la intelectualidad y la cultura de izquierda, como Beatrice y Sidney Webb, George Bernard Shaw, Jean-Paul Sartre, Walter Duranty, sir Bernard Pares, Harold Laski, D. N. Pritt, Theodore Dreiser y Romain Rolland fueron acusados por Conquest de haber sido «tontos» al servicio de Iósif Stalin y «apologistas» de su régimen totalitario, debido a varios comentarios que ellos habían hecho negando, excusando o justificando varios aspectos de las purgas.

Además, un comentario de Conquest acerca del poeta John Cornford, quien había resultado muerto durante la guerra civil española 1936-39) y quien era un héroe para los intelectuales izquierdistas británicos, fue ampliamente citado con posterioridad y terminó desencadenando su propia controversia.[cita requerida]. La cita en cuestión es: «Ni siquiera una elevada inteligencia y un espíritu sensible son de alguna ayuda una vez que los hechos de una situación son deducidos a partir de la teoría política, y no al revés».

### Críticas recibidas
Algunos comunistas continúan negando las aseveraciones escritas en El Gran Terror, acusan a Conquest de confiar en colaboradores nazis, emigrados soviéticos (émigrés) o la estadounidense CIA y caracterizan a su obra como parte de la «producción de propaganda antisoviética» realizada por los servicios de inteligencia británicos del Ministerio de Relaciones Exteriores del Reino Unido (el Foreign Office). No obstante, algunos historiadores rusos como Aleksandr Nikoláyevich Yákovlev (Alexander Nikolaevich Yakovlev) y Dmitri Volkogónov (Dmitri Volkogonov) están de acuerdo con el escrito y con los puntos de vista de Conquest.[cita requerida]
Por su parte, el historiador marxista británico Eric Hobsbawm, si bien considera que el libro debe ser leído como «un destacable esfuerzo pionero», escribió que «inevitablemente se ha vuelto obsoleto para el tratamiento de los hechos terribles que trató de investigar» y que «simplemente no lo necesitamos más».